# Mercedes McCambridge
Mercedes McCambridge, właśc. Carlotta Mercedes Agnes McCambridge (ur. 17 marca 1916 w Joliet, zm. 2 marca 2004 w La Jolla) – amerykańska aktorka filmowa, telewizyjna, teatralna oraz spikerka radiowa, laureatka Oscara za drugoplanową rolę w filmie Gubernator.

## Życiorys
McCambridge urodziła się w Joliet, w stanie Illinois, jako córka katolickich Amerykanów o irlandzkim pochodzeniu, Marii (z domu Mahaffry) i Johna Patricka McCambridge'a. Ukończyła Mundelein College w Chicago, przed podjęciem kariery zawodowej.
Od lat 40. występowała w radio oraz na Broadwayu. Debiutancka rola filmowa – Gubernator (1949), u boku Brodericka Crawforda – przyniosła jej Oscara 1950 za najlepszą kobiecą rolę drugoplanową, a także nagrodę Złotego Globu w tej samej kategorii oraz dla najbardziej obiecującej debiutantki.
W 1954 roku, aktorka u boku Joan Crawford i Sterlinga Haydena wystąpiła w niecodziennym westernie Johnny Guitar, obecnie uważanym za klasykę gatunku. Głośna była niechęć McCambridge i Haydena do Crawford, McCambridge wraz z kolegą publicznie krytykowała Crawford, która potrafiła skutecznie zrazić do siebie ludzi.
McCambridge zagrała drugoplanową rolę Luz w kultowym Olbrzymie George'a Stevensa z 1956 roku, w której zagrali Elizabeth Taylor, Rock Hudson i James Dean. Została po raz kolejny nominowana do Oscara jako najlepsza aktorka drugoplanowa, ale przegrała z Dorothy Malone i jej rolą z filmu Pisane na wietrze. W 1959 roku McCambridge wystąpiła naprzeciwko Katharine Hepburn, Montgomery'ego Clifta i Elizabeth Taylor w adaptacji filmowej Tennessee Williamsa Nagle, zeszłego lata w reżyserii Josepha L. Mankiewicza.
W filmie Egzorcysta udzieliła swojego głosu do roli demona, nawiedzającego dziewczynę (w tej roli Linda Blair). McCambridge obiecano umieszczenie nazwiska w czołówce filmu, ale na premierze odkryła, że nie została w niej wymieniona. Jej spór z reżyserem Williamem Friedkinem i wytwórnią Warner Bros., skończył się, gdy z pomocą Gildii Aktorów Filmowych, uzgodniła wpisanie swojego nazwiska na listę płac filmu. Witryna retrocrush.com uznała kreację McCambridge w Egzorcyście za jeden z najlepszych występów aktorskich w historii kina grozy.
Autorka wspomnień The Quality of Mercy (1981).
McCambridge zmarła 2 marca 2004 roku w La Jolla, w stanie Kalifornia, z przyczyn naturalnych.
Za swój wkład do telewizji i przemysłu filmowego, Mercedes McCambridge otrzymała dwie gwiazdy w Hollywood Walk of Fame: filmowa znajduje się przy 1722 Vine Street, a telewizyjna przy 6243 Hollywood Boulevard.

## Filmografia
Filmy fabularne
- 1949: Gubernator (All the King's Men) jako Sadie Burke
- 1951: Inside Straight jako Ada Stritch
- 1951: The Scarf jako Connie Carter
- 1951: Lightning Strikes Twice jako Liza McStringer
- 1954: Johnny Guitar jako Emma Small
- 1956: Olbrzym (Giant) jako Luz Benedict
- 1957: Pożegnanie z bronią (A Farewell to Arms) jako Panna Van Campen
- 1958: Dotyk zła (Touch of Evil) jako Liderka gangu (niewymieniona w czołówce)
- 1959: Nagle, zeszłego lata (Suddenly, Last Summer) jako Pani Grace Holly
- 1960: Cimarron jako Pani Sarah Wyatt
- 1961: Dziecko anioła (Angel Baby) jako Sarah Strand
- 1965: Run Home Slow jako Nell Hagen
- 1968: Fałszywy zabójca (The Counterfeit Killer) jako Frances
- 1969: Der heiße Tod jako Thelma Diaz
- 1969: Marquis de Sade: Justine jako madame Dusbois
- 1972: The Other Side of the Wind jako Maggie
- 1972: Killer by Night jako Siostra Sarah
- 1972: Two for the Money jako Pani Castle
- 1973: The Girls of Huntington House jako Doris McKenzie
- 1973: The President's Plane Is Missing jako Hester Madigan
- 1973: Sixteen jako Ma Irtley
- 1973: Egzorcysta (The Exorcist) jako Demon (głos)
- 1975: Who Is the Black Dahlia? jako Babcia
- 1977: Złodzieje (Thieves) jako Ulicznica
- 1979: Bracia Sackettowie (The Sacketts) jako Ma Sackett
- 1979: Port lotniczy ’79 (The Concorde ... Airport '79) jako Nelli
- 1983: Echoes jako Lillian Gerben
- 1983: Lyman H. Howe's High Class Moving Pictures jako Narrator (głos)

Serial telewizyjne
- 1949-1950: One Man's Family jako Beth Holly #1
- 1950: The Chevrolet Tele-Theatre
- 1950-1952: Lux Video Theatre
- 1952: The Ford Television Theatre jako Lona Smith
- 1953: Tales of Tomorrow jako Patricia Kimworth
- 1953-1956: Studio One jako Connie Martin
- 1955: Four Star Playhouse
- 1955: Climax! jako Charmain
- 1955-1956: Front Row Center jako Nicole Warren / Vivian Donfield
- 1956: Letter to Loretta jako Cissy Brackett
- 1956-1957: Wire Service jako Kate Wells
- 1957: Wagon Train jako Emily Rossiter
- 1957-1959: The Red Skelton Show jako Clara Appleby / Nancy Lump Lump
- 1958: Panic! jako Helen Colby
- 1958: Jane Wyman Presents The Fireside Theatre jako Ciocia Hannah
- 1959: Schlitz Playhouse of Stars
- 1959: Riverboat jako Jessie Quinn
- 1959-1965: Rawhide jako Ada Randolph / Ma Gufler / Pani Martha Mushgrove / Pani Miller
- 1960: Overland Trail jako Sour Annie Tatum
- 1962-1970: Bonanza jako Deborah Banning / Matilda Curtis
- 1963: The Dakotas jako Jay French
- 1964: The Nurses jako Pani Chase
- 1964: The Defenders jako Mildred Cochraine
- 1964: Doktor Kildare (Dr. Kildare) jako Siostra Teresa
- 1965: Vacation Playhouse jako Margaret Malloy
- 1966: Lost in Space jako Sybilla
- 1968: Ożeniłem się z czarownicą (Bewitched) jako Carlotta
- 1970: Medical Center jako Marge
- 1971: The Name of the Game jako Victoria Stuart
- 1971: Gunsmoke jako Pani Mather
- 1978: Aniołki Charliego (Charlie's Angels) jako Norma
- 1978: Flying High jako Claire
- 1979: Port lotniczy ’79 (The Concorde ... Airport '79) jako Nelli
- 1980: Hagen jako Rosemary
- 1981: Magnum (Magnum, P.I.) jako Agatha Kimball
- 1987: Amazing Stories jako Panna Lestrange (głos)
- 1988: Cagney i Lacey (Cagney & Lacey) jako Siostra Elizabeth

## Nagrody
- Nagroda Akademii Filmowej Najlepsza aktorka drugoplanowa: 1950 Gubernator
- Złoty Glob
  - Najlepsza aktorka drugoplanowa: 1950 Gubernator
  - Najbardziej obiecująca debiutantka: 1950 Gubernator